# Juan Gil
Juan Gil (Olvés, 1495 – Siviglia, 1556) è stato un teologo spagnolo, processato e condannato a morte dall'Inquisizione, comunemente chiamato per il suo nome latinizzato, il dottor Egidio..

## Biografia
Professore ad Alcalá de Henares fino al termine del decennio 1530, faceva parte della cerchia dell'inquisitore generale Alonso Manrique, e quando questi si ritirò a Siviglia, nel 1529, fuggendo dall'ambiente pesante della corte, lo fece venire e nominare canonico predicatore della cattedrale di Siviglia.
Lì svolse il suo lavoro, diffondendo una sensibilità religiosa che traeva origine direttamente dall'ambiente, gradito all'arcivescovo Manrique, di Erasmo da Rotterdam e Juan de Valdés. Gradualmente abbracciò una mistica della giustificazione per  fede e divenne uno dei maggiori divulgatori della sensibilità religiosa protestante a Siviglia, oltre che a Valladolid o in Aragona, della quale era originario.
Fu condannato nel 1552 una prima volta dal Tribunale del Santo Uffizio, costretto alla ritrattazione una domenica di grande affluenza nella cattedrale ed una seconda volta dopo il decesso, nel 1560, quando venne confermato il suo ruolo di attivo protagonista come divulgatore della fede riformata nella penisola; con questa motivazione le sue ossa furono disotterrate e bruciate insieme a quelle di Constantino Ponce de la Fuente, che gli era succeduto come canonico predicatore nella cattedrale.